# Binarna datoteka
Binarna datoteka je vrsta računalne datoteke koja služi za pohranu podataka u binarnom obliku za spremanje ili daljnju obradu. Mnogi binarne datoteke mogu sadržati dijelove koji je razumljiv čovjeku, no u većini slučajeva potrebno je korisiti računalni program da be se mogao pročitati ili reprezentirati sadržaj neke binarne datoteke. Primjeri binarnih datoteka su: kompilirani programi, video zapisi, slikovni zapisi.